# 金の鎖をつけた騎士
『金の鎖をつけた騎士』（きんのくさりをつけたきし、西: El caballero de la cadena de oro, 英: Gentleman with a Gold Chain）は、イタリア・ルネサンスのヴェネツィア派の巨匠ティントレットがキャンバス上に油彩で制作した絵画である。美術史家は制作年について一致した見解をもっていないが、作品を所蔵するマドリードのプラド美術館では1555年ごろとしている。テイントレットの肖像画の傑作とみなされ、プラド美術館にある彼の肖像画の中で最高の出来栄えといわれる。おそらく17世紀スペインの画家ディエゴ・ベラスケスが第2回目のイタリア滞在中に購入した作品のうちの1点で、1666年にマドリード旧王宮の目録に記載された。1700-1732年の間に元来長方形であった絵画は楕円形のものにされたが、1732年に目録に記載されるまでには本来の長方形に戻された。

## 作品
モデルの人物が誰であるかを実証する文献はない。ヴェネツィア派の巨匠ヴェロネーゼ、あるいはイタリアの彫刻家レオーネ・レオーニとする説が以前からあるが、現在ではヴェネツィア貴族出身の政治家であり作家であるニコロ・ゼーノであるという説が有力となっている。
正確な身体表現と周囲の空間との関係性を示す本作は、ティントレットの1550年代以降のいわゆる「動きのある肖像」である。捻じれた身体や顔のみによって「動き」を表現するこの時期の画家の肖像画は洗練されたものとなっており、1540年代後半の静的な肖像画や1560年代以降の過剰な身振り手振りのある肖像画とは対照的である。
大げさな身振りの欠如、何も描かれていない背景、左側からの強い照明により、鑑賞者の視線は人物の表情豊かな容貌に集中する。 人物は老人ではないが、彼の年齢は禿頭、目の周囲の深い皴、白くなりつつある髭によって示されている。技法の点で、顔の皮膚の緻密な筆致は、より軽い大まかな髪の毛の筆致とは対照的である。手の描写にも並外れた緻密さで写実的表現がなされており、筋肉や静脈がはっきりと見える。
抑制された色数に複数のトーンを用いた全体に暗い彩色に、白いシャツと黄金の鎖が光のポイントとなっている。黄金の鎖、慎みがあるが高価な衣服、そして人物の立ち振る舞いが彼の社会的地位を示唆している。